# Roland Berger (ondernemer)

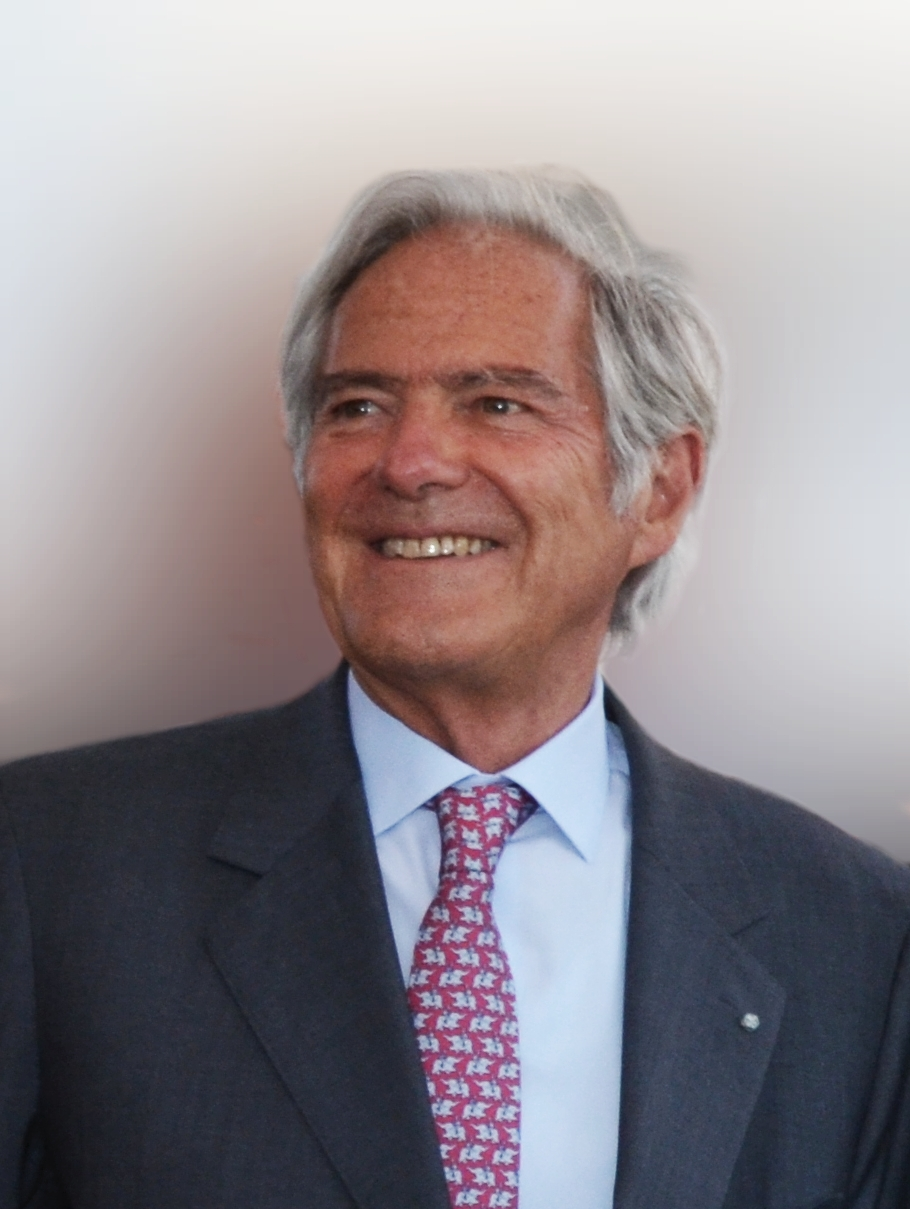
Berger in 2014

Roland Berger (Berlijn, 22 november 1937) is een Duitse ondernemer, raadgever van openbare en private instellingen en vennootschappen. Hij is de stichter en erevoorzitter van Roland Berger Strategy Consultants.

## Levensloop
Hoewel in Berlijn geboren, is Berger van Beierse origine. Zijn moeder was commercieel actief. Zijn vader, Georg L. Berger was algemeen directeur van een voedingsmiddelenfirma en tot in 1938 'Ministerialrat' bij het Ministerie voor economie. Na de Kristallnacht nam hij ontslag uit de NSDAP en in 1944 werd hij gearresteerd en in Dachau opgesloten.
Berger liep school in Wenen, Egglkofen, Landshut, München en Neurenberg. Hij volbracht zijn universitaire studies bedrijfseconomie aan de Universiteit Hamburg en de Ludwig-Maximilians-Universität in München. Tijdens zijn studies richtte hij een wasserij op die weldra vijftien medewerkers telde en die hij in 1962, het jaar dat hij afstudeerde, voor 600.000 Mark verkocht.
Van 1962 tot 1967 werkte hij als analist en consultant bij Boston Consulting Group, eerst in Boston, nadien in Milaan. Hij werd er na een paar jaar vennoot. In 1967 vestigde hij zich in München als zelfstandig bedrijfsconsulent en stichtte de vennootschap die uitgroeide tot de Roland Berger Strategy Consultants.
Zijn eerste succesvolle adviesactie mondde uit in de fusie van verschillende reisorganisaties tot wat de reizenonderneming TUI werd. Zijn prognoses had hij gebaseerd op de te verwachten aanzienlijke toename van chartervluchten. In 1969 opende hij een kantoor in Milaan, eerste stap naar wat een wereldwijde organisatie zou worden.
In 1988 verwierf Deutsche Bank voor 100 Miljoen Mark 75 procent van Roland Berger & Partners GmbH International Management Consulting, in 1997 verhoogd tot 95 procent. Het jaar daarop kochten Berger en zijn partners de vennootschap weer terug.
De vennootschap werd opeenvolgend geleid door:
- Roland Berger, van 1967 tot 2003;
- Burkhard Schwenker, van 2003 tot 2010;
- Martin C. Wittig, 2010 tot 2013;
- Burkhard Schwenker vanaf mei 2013;
- Charles-Edouard Bouée vanaf juni 2014;
- een driemanschap van "global managing directors" vanaf april 2020: Stefan Schaible, Marcus Decret, Denis Despax.

Van 2003 tot 2010 was Berger voorzitter van de Raad van bestuur en werd hierin door Schwenker opgevolgd.
Berger heeft gedoceerd aan de Technische Universiteit in München.
Van 1996 tot 2000 doceerde hij Bedrijfseconomie en Bedrijfsconsultancy aan de Brandenburgse Technische Universiteit Cottbus. Hij was lid van de raad van bestuur van de Ludwig-Maximilians-Universität München, van de Hochschule für Musik und Theater in München, van de Zeppelin University in Friedrichshafen en van de adviesraad van de Business School INSEAD in Fontainebleau. Hij was ook beheerder van het Leibniz-Institut für Wirtschaftsforschung en voorzitter van het 'Gesellschaft zur Förderung der wirtschaftswissenschaftlichen Forschung' in München.
Roland Berger trouwde met de journaliste Karin Gottschalk, met wie hij twee zonen heeft. Het echtpaar is actief in in het culturele leven in Beieren. Berger heeft belangstelling voor muziek, geschiedenis en politieke literatuur.
Roland Berger wordt tot de top van Duitsers met een aanzienlijk privévermogen gerekend.

## RiverRock European Capital Partners LLP
Roland Berger is voorzitter van RiverRock European Capital Partners LLP, een investeringsvenootschap die kapitaal en kredieten aanbiedt aan hoofdzakelijk kleine en middelgrote Europese ondernemingen.

## Onderhandelaar voor het Ministerie van economie
Roland Berger werd in 2009 onbezoldigd raadgever van het Duitse ministerie om investeerders te zoeken voor het in moeilijkheden verkerende Adam Opel GmbH. Dit stuitte op kritiek omdat hij sinds 2006 lid was van de beheerraad van het Italiaanse Fiat. Berger ontkende enig belangenconflict, verklaarde door niemand te worden betaald en in feite het samengaan voor te staan van Opel met het Oostenrijkse toeleveringsbedrijf Magna Steyr.

## Roland Berger Stiftung
In 2008 richtte Berger de Roland Bergerstichting op, die jaarlijks de 'Roland Berger Preis für Menschenwürde' uitreikt en beurzen toekent aan Duitse studenten die sociaal benadeeld zijn. Hij heeft het stichtingskapitaal van 50 miljoen euro geschonken.

## Roland Berger Art Collection
Gedurende vele jaren heeft Berger, met actieve medewerking van zijn vrouw, een verzameling kunstwerken uitgebouwd. De verzameling telt circa duizend werken, hoofdzakelijk hedendaagse kunst.

## Eerbetoon
- 1991: Bayerischer Verdienstorden
- 2001: Bundesverdienstkreuz I. Klasse
- 2006: Finnisches Komturkreuz
- 2006: Verdienstorden der Italienischen Republik|Italienisches Großoffizierskreuz
- 2006: Großes Silbernes Ehrenzeichen für Verdienste um die Republik Österreich[13]
- 2012: Medaille für besondere Verdienste um Bayern in einem Vereinten Europa

Berger is eredoctor van de Technische Universiteit München en van de Universidade Lusíada in Portugal.

## Publicaties
- met Ulrich Steger (uitgevers), Auf dem Weg zur Europäischen Unternehmensführung. Ein Lesebuch für Manager und Europäer, Beck, München 1998, ISBN 3-406-41930-5
- met Peter Gillies, Schubkräfte. Das neue deutsche Wirtschaftswunder und seine Macher, Edition Ferenczy bei Bruckmann, München 1992
- met Armin Töpfer, Unternehmenserfolg im Europäischen Binnenmarkt, Verlag Moderne Industrie, Landsberg am Lech 1990, ISBN 3478316405